# Оудерей (гора)
Оудерей (англ. Odaray) — гора заввишки 3 317 м над рівнем моря. Вершина знаходиться до захід від озера О'Гара у гірському хребті Боу Національного парку Його, у канадських Скелястих горах у Британській Колумбії, Канада. Найближчим піком є гора Г'юбер за 3,86 км на схід. Стандартний маршрут для сходження йде за південно-східним льодовиком і хребтом.

## Історія
Перший підйом на гору був виконаний у 1887 році Джеймсом Дж. МакАртуром, котрий назвав її Odaray, що є виразом «багато водоспадів» на мові Стоні. За іншими даними вона названа в 1894 році Семюелем Алленом індіанським словом для «конуса». Тим не менш, можливо, що Макартур тільки піднявся на менший вторинний конус вершини (2965 м), тепер відомий як Маленький Оудерей, який знаходиться на південний схід від справжньої вершини. Нинішня назва гори стала офіційною в 1952 році.

## Геологія
Гора Одарай складається з осадових порід, від докембрію до юрського періоду. Сформована в неглибоких морях, ця осадова порода була витіснена на схід і над верхівкою молодшої породи Ларамійської складчастості.

## Клімат
За класифікацією клімату Кеппена, гора Оудерей розташована в субарктичному кліматі з холодною, сніжною зимою і м'яким літом. Температура може опускатися нижче -20 ° С з факторами охолодження вітру нижче -30 ° С.

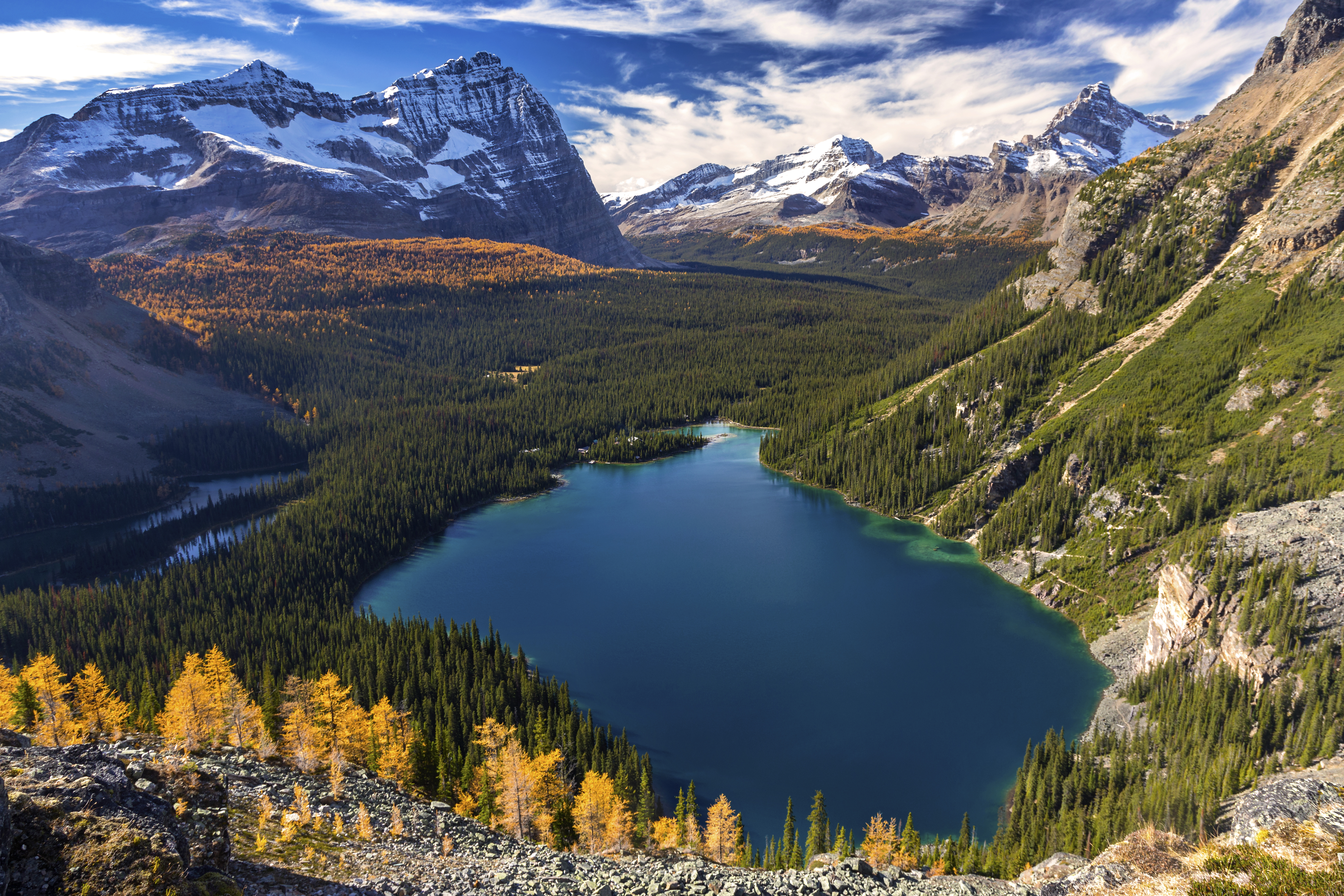
Оудерей (ліворуч) і озеро О'Гара